# Khổng Văn Khoa
Khổng Văn Khoa (ur. 25 września 1986) – wietnamski zapaśnik w stylu klasycznym.
Złoty medalista igrzysk Azji Południowo-Wschodniej w 2011, srebrny w 2009 i brązowy w 2013 roku.